# Jordyn Colao
Jordyn Colao es una reina de belleza estadounidense, de Municipio de Milcreek, Pensilvania, que fue ganadora de Miss Pensilvania 2012.

## Biografía
Ganó el título de Misss Pensilvania el 26 de mayo de 2012, cuándo  recibió su corona de la anterior Miss, Juliann Sheldon.  La plataforma de Colao, “Heart to Heart - Cardiovascular Disease Prevention" fue inspirado por la pérdida de sus tres abuelos por una enfermedad cardíaca. Su talento de competición era el claqué. Colao se graduó magna cum lauda en la Universidad Estatal de Pennsylvania en la primavera de 2012 con un graduado en salud bio-conductal.